# Nishizawa Ippu
Nishizawa Ippu (西沢 一風; Osaka, 1665 – 24 maggio 1731) è stato uno scrittore giapponese dell'inizio del periodo degli ukyo zoshi, autore-editore attivo ad Osaka tra il 1660 e il 1731.
Nel 1665 la sua società di pubblicazioni di Osaka pubblicava testi del Jōruri (teatro di burattini, in quanto questi ultimi non presentano fili ma ingranaggi e meccanismi interni). Tra il 1698 e il 1703 pubblicò le proprie opere di narrativa, appartenenti al genere ukiyo zoshi (letteratura popolare licenziosa) e che rinnovanoro il genere dopo la morte del suo più celebre autore Ihara Saikaku, il quale vi aveva dato inizio col suo "Koshoku Ichidai Otoku" ("Vita di un libertino").
Nel 1698 Ippu pubblicò la sua prima opera, "Shinshiki Gokansho" ("Nuovo amore: cinque esempi"), che nello stesso titolo evidenzia il suo indebitamento verso il capolavorto di Saikaku Koshoku Gonin Onna ("Cinque donne amorose"), ma rivendica anche il lavoro come "nuovo" e non una mera rielaborazione di temi già familiari ai lettori, dai tempi di Saikaku e dei suoi epigoni. Le cinque storie del libro parlano di coppie infelici che perdono la vita a causa dell'amore, e sono tutte basate su fatti reali. La differenza rispetto alle opere di Saikaku, sullo stesso tema,  sta nello stile e nel tono adoperati: non ironico e distaccato come Saikaku, ma attingendo al romanticismo del Joruri, di cui aveva pubblicato molti testi e per il quale più tardi ne scriverà anche molti di suoi.
La seconda storia del libro parla di Sankatsu, una danzatrice, e del suo amante Hanshichi, il cui amore, conclusosi con un suicidio nel  1695, era già divenuto famoso grazie alle ballate  e alle rappresentazioni teatrali ma non aveva mai costituito il tema di un romanzo. Il tema dell'amore-suicidio era tipico del Joruri e il modo di Ippu di presentare il suo materiale è quasi teatrale più che narrativo. L'unica opera Joruri di Saikaku era stata "Koyomi" ("Il Calendario"), ma è così diversa dalla sua narrativa da far dubitare che fosse stata scritta da un autore diverso: invece le opere narrative di Ippu hanno la stessa teatralità di quelle scritte per il Joruri.
Il più famoso racconto ukiyo zoshi di Ippu, intitolato "Gozen Gikeiki" (Yoshitsune's Story, as Told Before His Excellency nella traduzione inglese), scritto nel 1700, rappresenta un ulteriore allontanamento da Saikaku. È essenzialmente una nuova narrazione, in veste moderna, della storia dell'eroe popolare Yoshitsune. La leggenda di questo eroe era raccontata nell'originale Gikeiki, mentre Ippu svolge le vicende nella forma delle storie narrate dal famoso personaggio comico Tarokaja, in presenza del damyo; questo modo di narrare, derivato dal teatro, diverrà in seguito tipico degli Ukiyo Zoshi. Anche l'aver scritto una singola storia lunga, piuttosto che una collezione di racconti più corti, alla maniera di Saikaku nel suo tardo periodo o dei suoi imitatori, rappresenta un'altra innovazione.
Ancora un'altra novità era rappresentata dalla tematica: il pubblico, sazio forse delle realistiche descrizioni dei quartieri gay, apprezzò i "Gozen Gikeiki", con i suoi eroi e fantasmi. Nell'opera non c'è interesse per l'accuratezza storica: al contrario, i lettori apprezzarono i modi ingegnosi in cui le vecchie storie erano state modificate da elementi nuovi e specificamente moderni. La modernizzazione dei classici, non necessariamente con intenti burleschi o parodistici, divenne anch'essa una caratteristica dell'Ukiyo Zoshi e si ebbe un revival della letteratura più antica, in parte lavori di studiosi famosi a livello nazionale.
Nel 1701 Ippu scrisse un altro racconto ispirato ai classici "Kankatsu Soga Monogatari" ("The Cheerful Tale of Soga" nella traduzione inglese). Il suo successo lo incoraggiò a pianificare un sequel; ma invece di scriverlo lui stesso, assunse l'autore Miyako no Nishiki, che era un uomo istruito, con una vasta conoscenza dei classici giapponesi, del quale pubblicò nel 1702 il "Genroku Soga Monogatari".